# Giardini reali di Herrenhausen

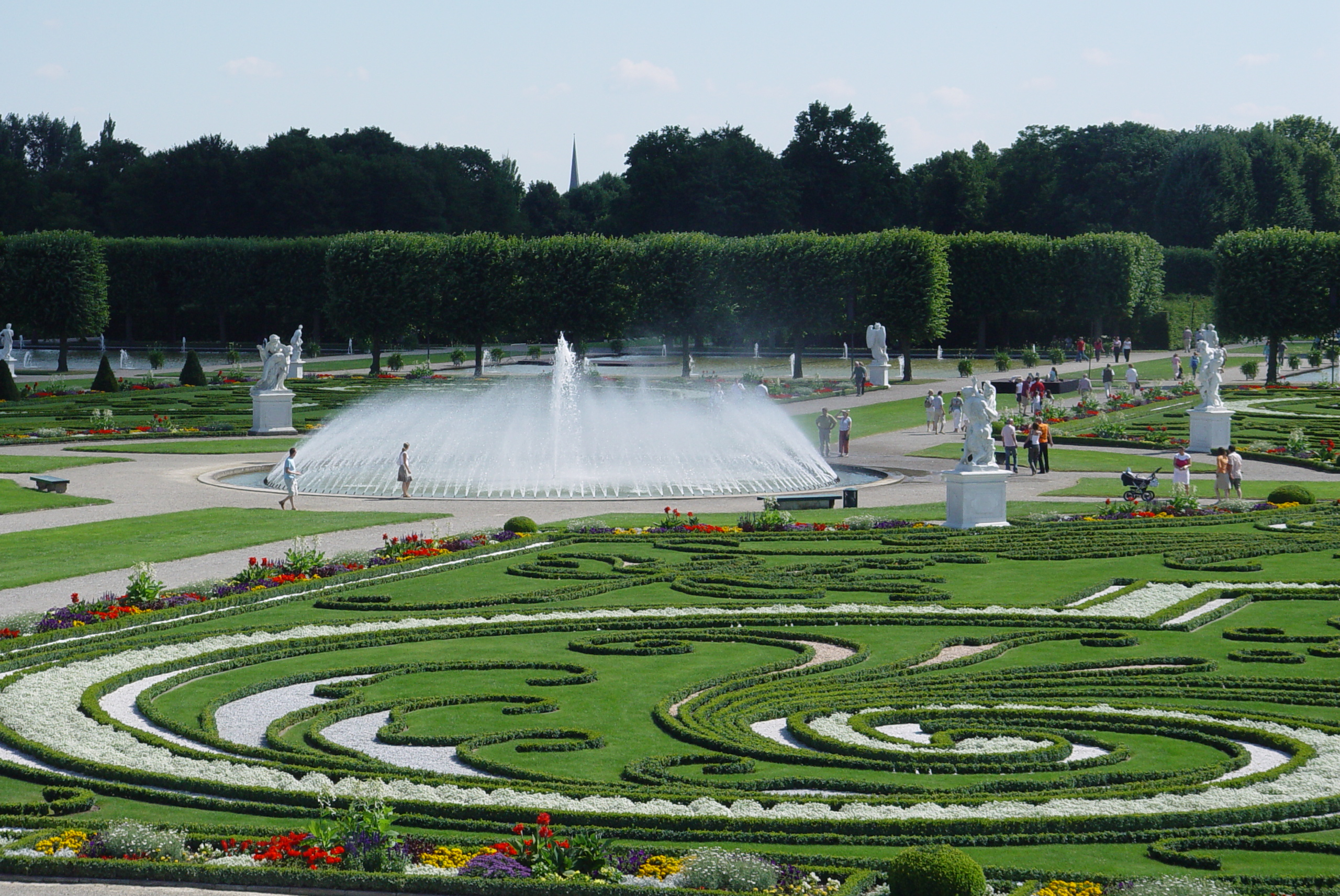
Hannover: i giardini barocchi di Herrenhausen

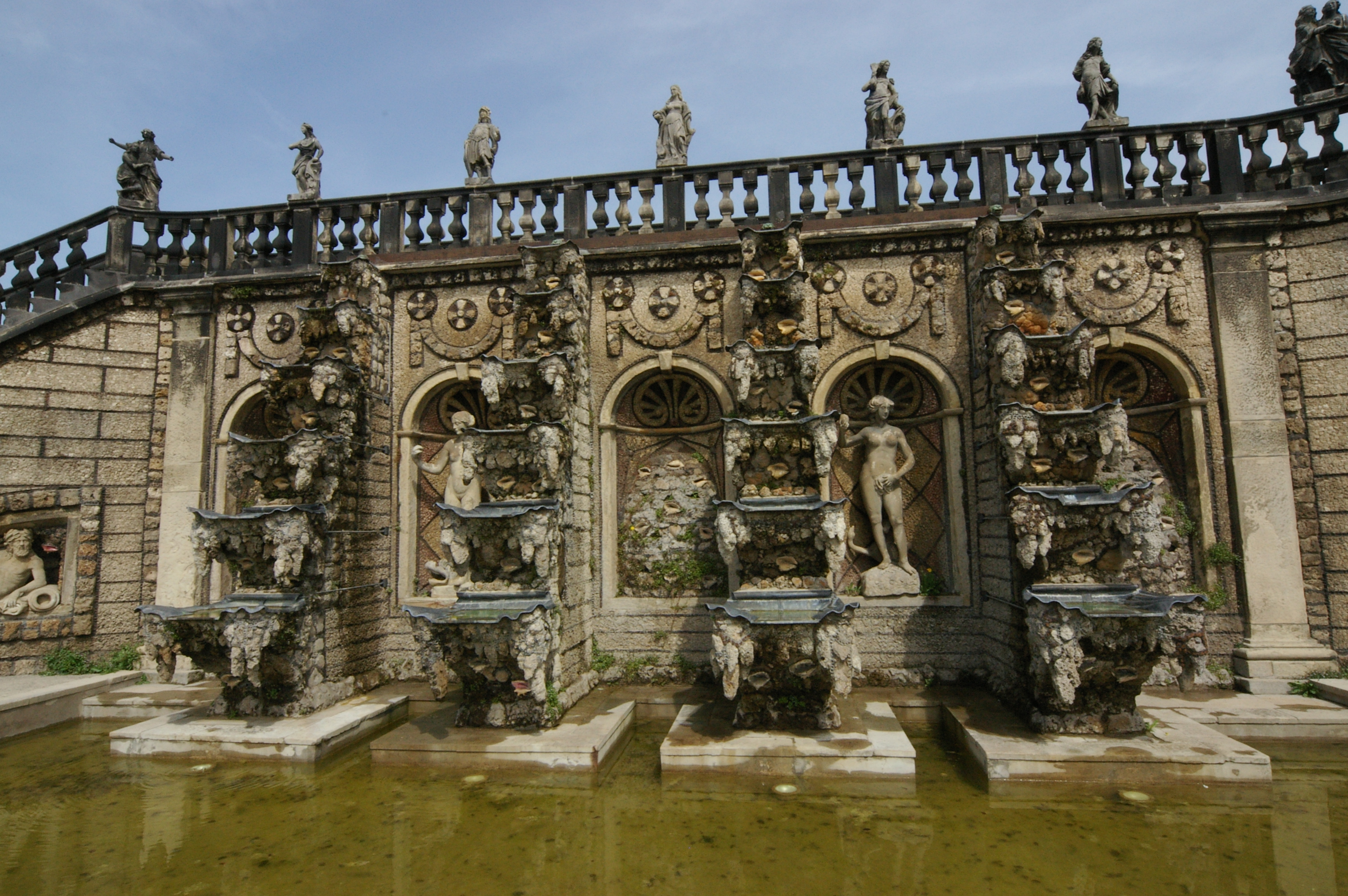
Fontana a cascata nel Großer Garten

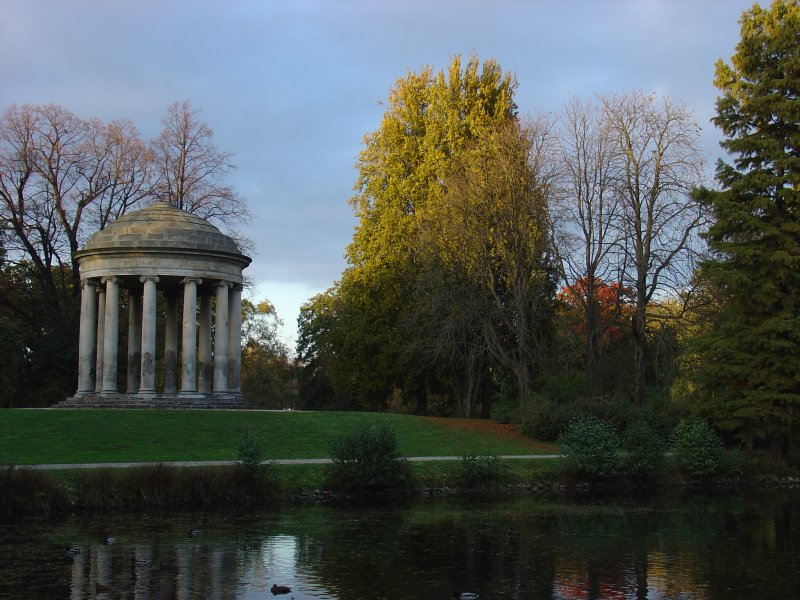
Il Leibniztempel nel Georgengarten

I giardini reali di Herrenhausen (in tedesco:  Herrenhäuser Gärten) sono un complesso di quattro giardini alla francese in stile barocco del quartiere di Herrenhausen, a Hannover (Bassa Sassonia, Germania nord-occidentale), progettati a partire dal 1666 e la cui costruzione iniziò per volere della duchessa Sofia del Palatinato (1630-1714).
Formano il complesso il Großer Garten, il Georgengarten, il Berggarten e il Welfengarten.

## Storia
Il duca Giorgio von Calenberg fece costruire un orto con edifici vicino al villaggio di Höringehusen nel 1638. Quando il figlio di Giorgio, Giovanni Federico, salì al potere nel 1665, ribattezzò il villaggio Herrenhausen e vi fece costruire un palazzo. Egli commissionò al suo giardiniere la costruzione di un giardino di piacere.
Il giardino è stato notevolmente ampliato e ridisegnato nel corso del tempo. I maggiori cambiamenti avvennero durante la reggenza del duca Ernst August (1679-1698). Il duca era in attesa della nomina a Elettore di Brunswick-Lüneburg, avvenuta nel 1692, e aveva bisogno di un terreno rappresentativo. Sotto la direzione della moglie Sofia del Palatinato, il Großer Garten (ossia il "Grande Giardino") fu ridisegnato. Sofia aveva trascorso la sua giovinezza nei Paesi Bassi e aveva fatto progettare il giardino nello stile dei giardini barocchi olandesi.
Tra il 1676 e il 1680 furono eseguiti notevoli lavori di ampliamento. Ulteriori lavori di costruzione nel 1707 e 1708 inclusero una casa del paggio nella parte nord-occidentale del parco e un tempio di Louis Remy de la Fosse negli angoli sud-est e sud-ovest del Großer Garten . Questi edifici esistono ancora. Nel 1710 il Großer Garten  era in gran parte completato: con i suoi 50 ettari, corrispondeva all'incirca all'area della città vecchia di Hannover, dove vivevano 10.000 persone. Alla morte di Sofia, nel 1714, il Großer Garten era quadruplicato. Oggi copre un'area di circa 50 ettari.
Fino alla metà del XIX secolo, il Großer Garten fu dimenticato perché i successivi sovrani di Hannover e Gran Bretagna, che governavano in unione personale, si trovavano a Londra e non si occupavano del giardino. Mentre nel XVIII secolo molti principi trasformarono i loro giardini barocchi in giardini paesaggistici, il Großer Garten  rimase immutato. Dopo la guerra persa del 1866 e l'annessione del Regno di Hannover alla Prussia, l'importanza sociale del Großer Garten  finì e il terreno cadde nuovamente in rovina.
Dopo l'acquisto da parte della città di Hannover nel 1936, il giardino è stato riprogettato. Oltre agli otto giardini speciali, è stato creato il Labirinto, un giardino ottagonale di 38 metri di diametro, modellato su una pianta del 1674. Non si sa se nel XVII secolo nel Größer Garten ci fosse un labirinto. La ristrutturazione si è concentrata sul valore espositivo del giardino, mentre l'aspetto dell'orto non è stato preso in considerazione.
Dopo la seconda guerra mondiale, il giardino è stato approssimativamente restaurato entro il 1966. La Grotta e la Grande Cascata non sono state distrutte.
Il Großer Garten contiene una delle ultime opere dell'artista Niki de Saint Phalle degli anni Settanta. Tra il 2001 e il 2003, i suoi collaboratori hanno ridisegnato la grotta a tre stanze con mosaici di vetro e specchio e alcune sculture. Le altre due sale si diramano a sinistra e a destra della sala centrale ottagonale, ognuna con una piccola fontana con una statua sul davanti.

## I quattro giardini

### Großer Garten
Il Großer Garten ("Giardino grande"), iniziato nel 1666 ed ampliato tra il 1680 ed il 1710, presenta una struttura che si ispira ai fastosi giardini francesi del XVII secolo. Vennero realizzati dal mastro-giardiniere Martin Charbonnier, allievo del grande André Le Nôtre.
Vi si trovano grotte, labirinti e numerose fontane, tra cui la Große Fontäne ("Grande fontana"), che, con un getto di 70-80 metri, è la fontana più alta d'Europa.
Nel giardino, vi si svolgono annualmente spettacoli di fuochi d'artificio.
Un tempo ospitava anche il Castello di Herrenhausen, costruito da architetti italiani tra il 1676 e il 1708 e distrutto durante la seconda guerra mondiale.
Il progetto di ricostruzione del castello è iniziato nel 2011 ed è stato portato a termine nel 2013. 
La ricostruzione moderna si presenta come una fedele copia dell'originale edificio andato distrutto. 
Nel 2016 la cancelliera Angela Merkel ha ricevuto nel parco e nel nuovo castello di Herrenhausen il presidente americano Barack Obama.

### Georgengarten
Nel Georgengarten, parco in stile inglese costruito a partire dal 1769, si trova il castello di Wallmoden, che ospita un museo dedicato al pittore Wilhelm Busch.

### Berggarten
Il Berggarten fu iniziato nel 1677 da Henry Perronet. Ospita il giardino botanico dell'Università di Hannover, dove si trovano oltre 2.500 piante, tra cactus, orchidee, ecc. Esso accoglie anche il Welfenmausoleum, il mausoleo funebre della famiglia dei Guelfi.

### Welfengarten
Venne costituito a metà Ottocento e rappresenta il parco che attornia il castello di Welfenschloss, posto all'estremità opposta del Grosser Garten.